# Fort skynden alla, stora, små
Fort skynden alla, stora, små är en psalmtext av Jakob Timotheus Jacobsson för barn. Texten har två 8-radiga verser. Melodin i D-dur är komponerad av Theodor Söderberg och framföres i marschtakt.

## Publicerad i
- Stockholms söndagsskolförenings sångbok 1882 som nr 68 under rubriken "Sånger af allmänt innehåll"
- Herde-Rösten 1892 som nr 350 under rubriken "Verksamhet"
- Svensk söndagsskolsångbok 1908 som nr 107 under rubriken "Samlingssånger" och nr 177 under rubriken "Jesu efterföljelse".
- Lilla Psalmisten 1909 som nr 101 under rubriken "Söndagsskolan och Herrens dag".
- Svensk söndagsskolsångbok 1929 som nr 11 under rubriken "Inlednings- och samlingssånger".